# Földeák János
Földeák János (Budapest, 1910. február 20. – Budapest, 1997. október 19.) József Attila-díjas (1958, 1970) magyar író, költő, szerkesztő.

## Élete
1930-tól a KMP tagja volt. 1930–1944 között könyvkötőként dolgozott. 1933-tól publikált verseket. 1935-től a Népszava állandó munkatársaként működött. 1936-tól szakszervezeti vezetőnek választották. 1945–től szakszervezeti funkcionárius volt. 1948–1950 között a Papíripari Igazgatóság osztályvezetői, valamint a Papírértékesítési Nemzeti Vállalat vezérigazgatói beosztásában dolgozott. 1950–1951 között az Ifjúsági Könyvkiadót igazgatta. 1951–1953 között az Írószövetség nevelési osztályát vezette. 1953–1954 között a Népszava Könyvkiadónál főszerkesztő, 1954–1955 között az Új Hang felelős szerkesztője. 1955–1959 között az Irodalmi Alap igazgatóhelyettese, 1960–1970 között pedig igazgatója volt. 1968–1970 között a Művészeti Alapnál igazgatóhelyettesi beosztásban működött.

## Művei
- Felvonulnak, elvonulnak (versek, 1934)
- Európa közepén (versek, 1940)
- Kenyérkeresők (kisregények, 1945)
- Bolsevik honfoglalás (versek, 1952)
- Műveinkben élünk (versek, 1956)
- Férfiút (elbeszélések, 1957)
- Külvárosi kiáltás (versek, 1958)
- Láttam Lenint (versek, 1959)
- Tékozlók (regény, 1960)
- Papírhullámok (versek, 1961)
- Eszter és Miklós (kisregények, 1963)
- Felelned kell! (válogatott versek, 1964)
- Vádlottak (regény, 1965)
- Apák lánya (regény, 1967)
- Hetedik hétköznap (regények, 1968)
- Nők és férfiak (elbeszélések, 1970)
- Négyszer kopogtak az ajtón (regények, 1972)
- Nemcsak magánügy (regény, 1976)
- Lázongók (regények, elbeszélések, 1968)
- Gyógyüdülés (kisregények, 1979)
- Hajdani ügyfelek (elbeszélések, 1983)

## Díjai
- Magyar Népköztársasági Érdemérem (1948)
- Baumgarten-díj (1949)
- József Attila-díj (1958, 1970)
- SZOT-díj (1959)
- A Munka Érdemrend arany fokozata (1960, 1965)
- Szocialista Hazáért Érdemrend (1967)
- Felszabadulási Emlékérem (1970)
- a Művészeti Alap irodalmi díja (1977)
- A Munka Vörös Zászló Érdemrendje (1980)
- A Magyar Köztársaság Aranykoszorúval Díszített Csillagrendje (1991)
- A Magyar Köztársasági Érdemrend tisztikeresztje (1996)
- Nagy Lajos-díj (1997)

## Külső hivatkozások
- A magyar irodalom története
- Kortárs magyar írók